# Hans Hedtoft
Hans Hedtoft Hansen (21 d'abril de 1903 – 29 de gener de 1955) va ser Primer ministre de Dinamarca de 13 de novembre de 1947 fins a 30 d'octubre de 1950 i un altre cop de 30 de setembre de 1953 fins a 29 de gener de 1955.
Hedtoft va ser un Demòcrata Social, i hi havia agafat sobre el lideratge del seu partit de Thorvald Stauning dins 1939, però va ser forçat pels nazis a renunciar al seu lloc en 1941 per ser un crític de la invasió alemany a Dinamarca. Al setembre de 1941 ell va començar ajudar el rescat de jueus danesos.

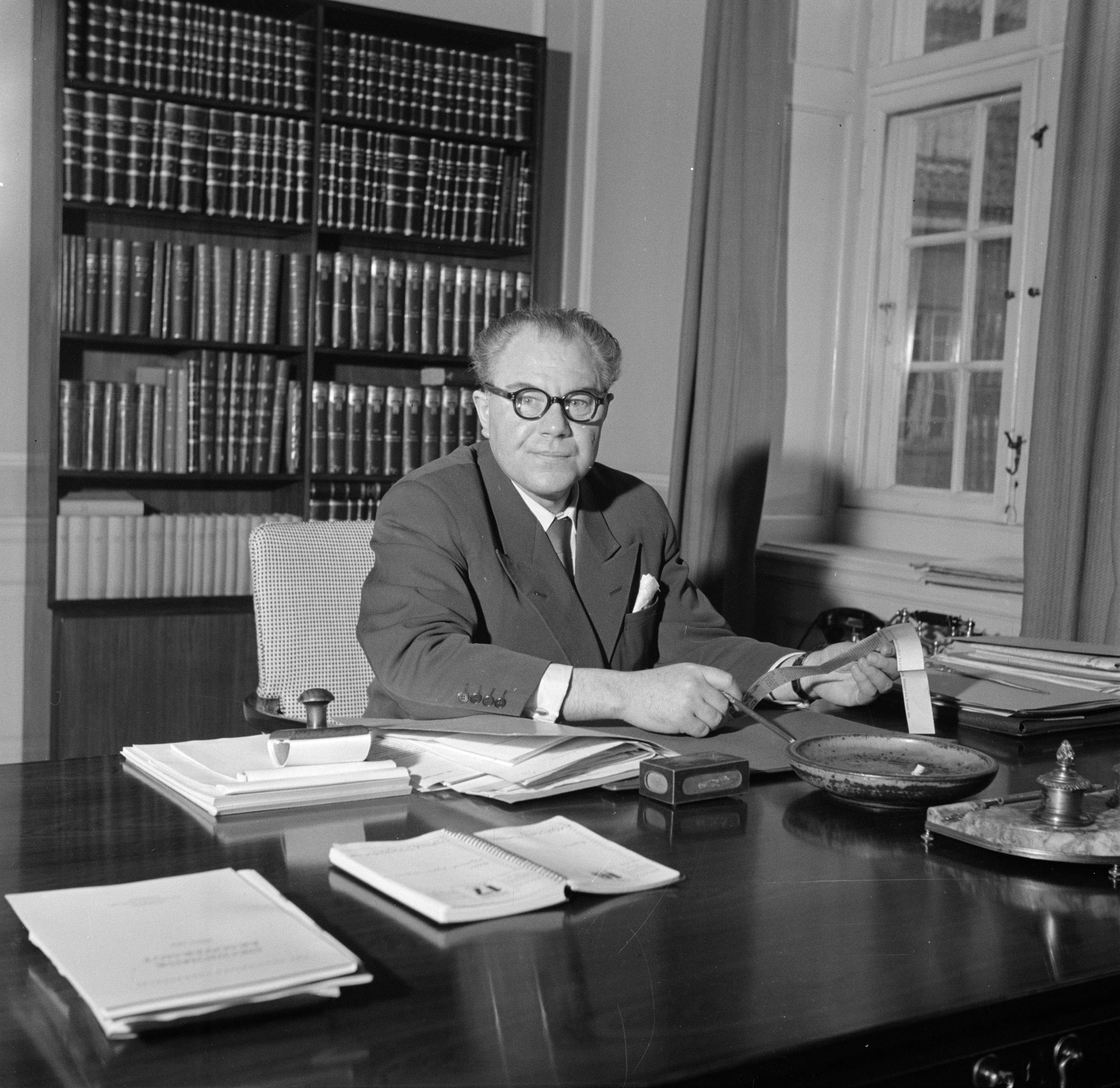
Hans Hedtoft en la seva oficina, Copenhaguen, 1954